# Münster (fränkisches Adelsgeschlecht)

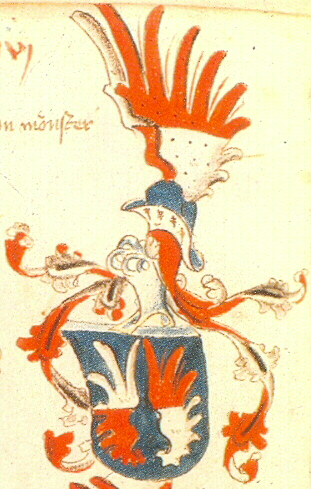
Wappen der Familie im Ingeram-Codex

Die Familie von Münster war ein fränkisches Adelsgeschlecht.

## Geschichte
Das Geschlecht erscheint urkundlich erstmals am 6. Juni 1352 mit Herold von Münster. Im 15. und 16. Jahrhundert war die Familie in Trabelsdorf begütert. Weitere Besitzungen befanden sich auf Burg Lisberg, Eichelsdorf mit dem dortigen Schloss, Vasbühl, Euerbach mit dem dortigen Unteren Schloss, Schloss Kleineibstadt, Niederwerrn (1436–1803), Poppenhausen, Maibach, Hain, Ebenhausen, Pfändhausen, Pfersdorf und Rannungen mit dem dortigen Schloss.
Mitglieder der Familie gehörten der Gesellschaft der Fürspänger an. Der Genealoge Johann Gottfried Biedermann verfasste im 18. Jahrhundert einen Stammbaum der Familie in seinem Band über den Steigerwald. Die Familie von Münster war mit Niederwerrn im Ritterkanton Rhön-Werra organisiert.
Die Familie existiert in der Linie Niederwerrn-Pfändhausen bis heute.

## Angehörige
- Karl Philipp Joseph von Münster (1747–1809), preußischer Oberst und Chef einer Freiformation im Bayerischen Erbfolgekrieg

## Wappen
Blasonierung: Der Wappenschild zeigt einen offenen Flug auf blauem Grund. Der Flug ist von Rot und silber übereck geteilt. Die Helmdecken und auch der Flug der Helmzier sind in den gleichen Farben gehalten.
Historische Wappendarstellungen

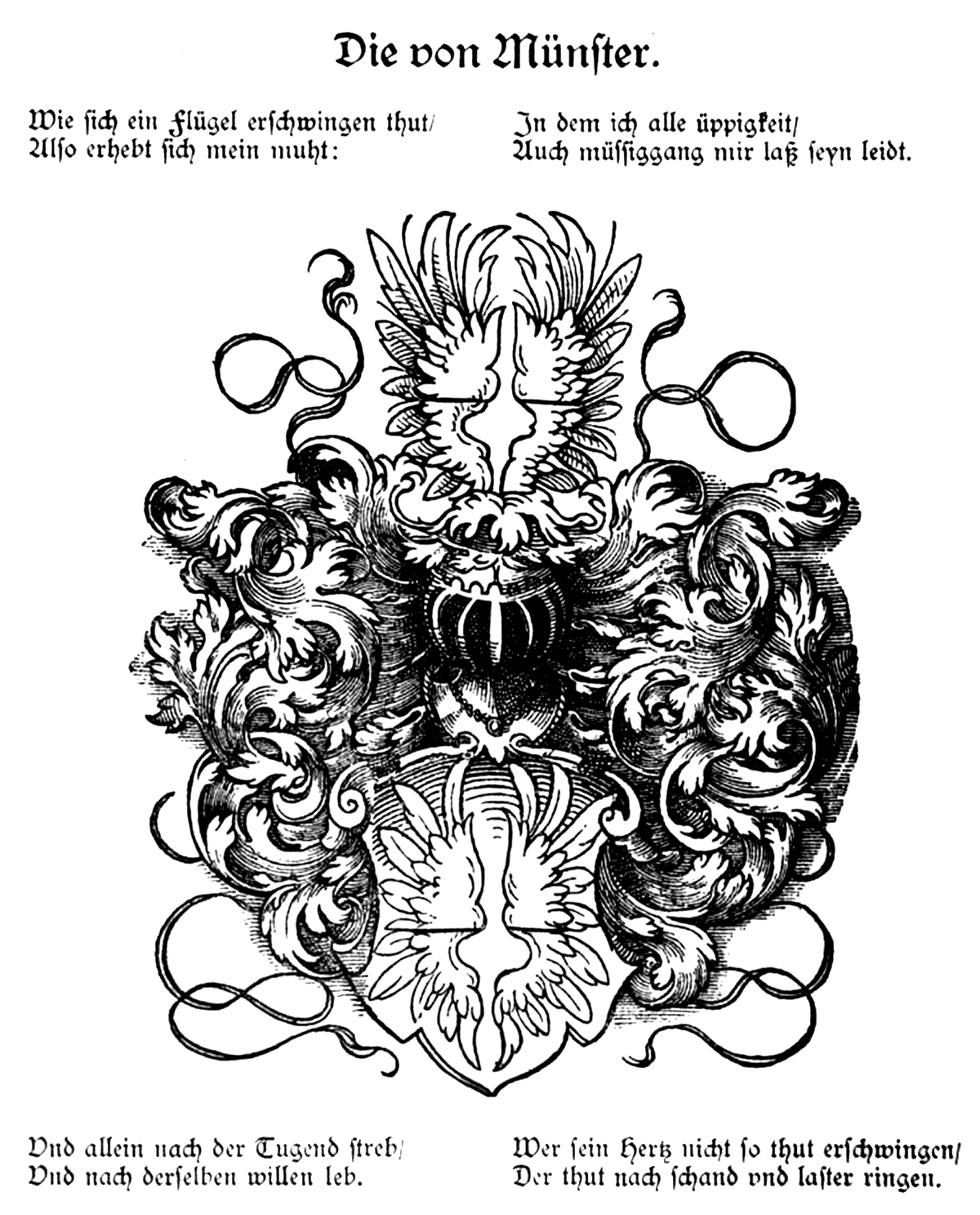
Wappen aus Jost Amman’s Wappen & Stammbuch, 1589
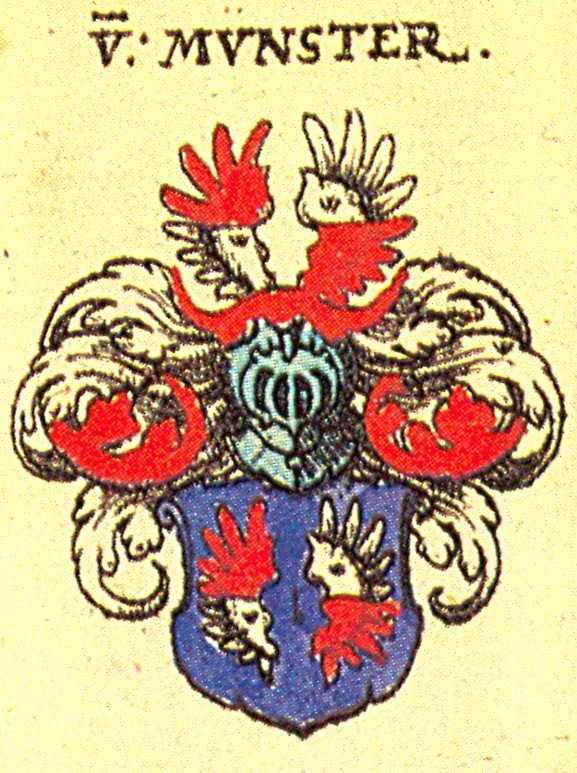
Familienwappen in Siebmachers Wappenbuch, 1605
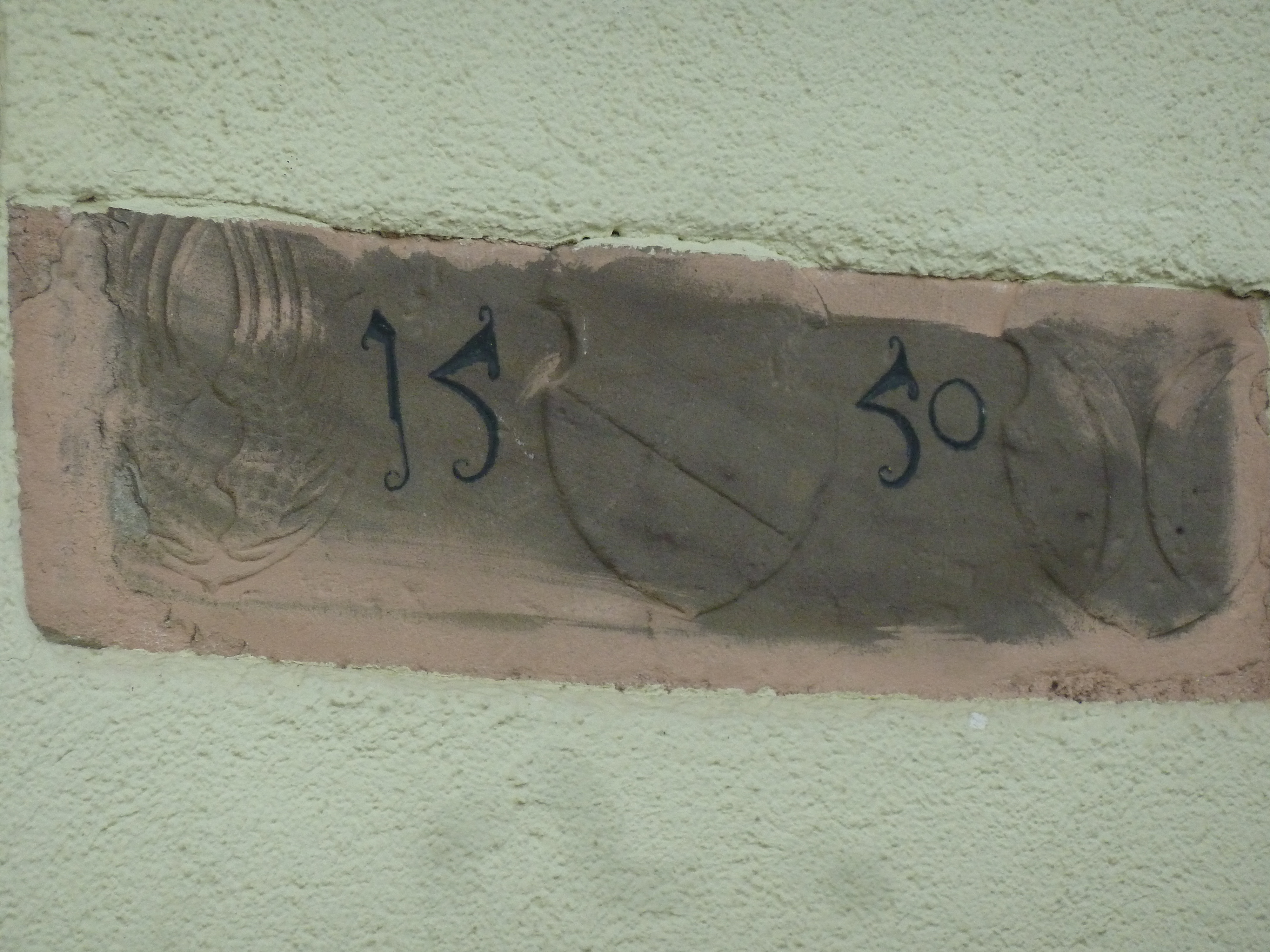
Wappenstein (1550) in Rannungen, links das Münstersche Wappen

Gemeindewappen mit Elementen des Münster Wappens

Wappen der Gemeinde Niederwerrn
Wappen der Gemeinde Lisberg
Wappen von Großeibstadt
Wappen von Oerlenbach-Ebenhausen

## Bautätigkeit
In den Dörfern, in welchen die von Münster begütert waren, finden sich bis heute einige Spuren ihrer Bautätigkeit, so vor allem die Burg in Lisberg und das Schloss Trabelsdorf. Verschwunden sind allerdings zwei andere hervorragenden Bauten, nämlich das Schloss Kleineibstadt und das Untere Schloss in Euerbach: In Kleineibstadt vernichtete ein Blitzschlag um 1900 die eindrucksvolle Renaissance-Anlage, in Euerbach wurde das Schloss 1968 wegen angeblicher Baufälligkeit abgerissen (an seiner Stelle befinden sich heute das kath. Pfarrzentrum und die neue kath. Pfarrkirche). Teilweise noch erhalten sind dagegen die kleineren Schlösser in Vasbühl und Rannungen. Auch die Kirchenbauten in den Münster’schen Dörfern gehen zumindest teilweise auf die Initiative der Adelsfamilie zurück, so die evangelische Kirche in Trabelsdorf, die alte kath. Pfarrkirche St. Michael in Euerbach oder die alte Filialkirche St. Antonius in Pfändhausen.